# Rhinocricus holomelanus
Rhinocricus holomelanus är en mångfotingart som beskrevs av Pocock 1894. Rhinocricus holomelanus ingår i släktet Rhinocricus och familjen Rhinocricidae. Inga underarter finns listade i Catalogue of Life.